# Sulfeto de boro
Sulfeto de boro é o composto químico de fórmula B2S3.